# Нурен, Ларс
Ларс Нуре́н (швед. Lars Norén; 9 мая 1944, Стокгольм — 26 января 2021, Стокгольм) — шведский поэт, драматург, сценарист, театральный режиссёр; один из крупнейших современных шведских драматургов.

## Биография
Дебютировал книгой стихов Сирень, снег (1963). В это же время написал свою первую драму. Сегодня рассматривается критикой как крупнейший современный драматург Швеции. С 1993 выступает как театральный режиссёр, работает на телевидении. Руководил Королевским драматическим театром в Стокгольме (1999—2007). В 2009 году возглавил Народный театр в Гётеборге.
Ларс Нурен умер 26 января 2021 года от коронавируса.

## Творчество
Автор 14 книг стихов, четырёх романов и нескольких десятков драм — многие из них переведены на разные языки мира и активно ставятся за рубежом. В 2007 году опубликовал и поставил пьесу Памяти Анны Политковской. В 2008 году вышел в свет его Дневник драматурга (En dramatikers dagbok. Stockholm: Bonnier, 2008; фр. пер. 2009).
Ставил пьесы Эсхила, Шекспира, Ибсена, Чехова и др.

## Издания на русском языке
- Нурен Л. Осень и зима. / Пер. Ю. Яхниной // Все дни, все ночи: Современная шведская пьеса. — М.: Новое литературное обозрение, 1997. — С. 63—164
- Нурен Л. Воля к убийству. / Пер. А. Зайцевой // Шесть новых шведских пьес. — М.: Три квадрата, 2006. — С. 11—72
- Нурен Л. Пьесы. / Пер. А. Зайцевой и др. — М.: Новое литературное обозрение, 2011. — 542 с.

## Театральные постановки на русском языке
- Демоны  (2017, Гоголь-Центр, Москва), / режиссер - Элмар Сеньков/

## Признание
- Премия газеты Aftonbladet (1971) и премия Аниара (1982).
- Северная премия Шведской академии (2003) и другие премии.
- Медаль Litteris et Artibus (2008).